# Master of None
Master of None es una serie de televisión estadounidense, estrenada el 6 de noviembre de 2015 en el canal de streaming Netflix. La serie fue creada por Aziz Ansari y Alan Yang, y con Ansari como protagonista en el papel de Dev, un actor hindú de 30 años que intenta hacerse camino en la vida en la Ciudad de Nueva York. La primera temporada consta de 10 episodios. El título de la serie alude a la frase hecha "Jack of all trades, master of none" (Aprendiz de mucho, maestro de nada) y fue sugerida en un principio por Ansari. La serie incorporó más tarde una canción del mismo título compuesta por Beach House.  Ansari dijo que les llevó meses elegir el título de la serie y que él y Yang no estuvieron de acuerdo hasta que todos los episodios estuvieron completos.
La serie se renovó para una segunda temporada en febrero de 2016. Se estrenó en 2017 y cuenta con otros diez episodios.
Tiene una calificación de 100% en el sitio de Tomatazos (Rotten Tomatoes en Hispanoamérica), y ya cuenta con su Certificado de Frescura. 

## Reparto
- Aziz Ansari es Dev Shav, un actor conocido por un comercial, todos los papeles que obtiene son de estereotipos indios.
- Noël Wells como Rachel Silva, el primer interés romántico de Dev. Rachel trabaja como representante de un grupo de música.
- Eric Wareheim como Arnold Baumheiser, mejor amigo de Dev que Ansari describe como "El amigo blanco simbólico". Wareheim describe que la relación de los personas se basa en la que el tiene con Ansari, ya que ambos disfrutan comer. El papel fue originalmente escrito para Harris Wittels (fallecido en el 2015).
- Kelvin Yu como Brian Chang, es el amigo de Dev, hijo de inmigrantes taiwaneses. Yu comentó en una entrevista a Vulture.com que Brian representa "la versión en TV de Alan Yang, el amigo frío y muy guapo de Ansari" y que él era un "bombón".
- Lena Waithe como Denise, amiga de Dev, es lesbiana. En una entrevista para Entertainment Weekly dijo que originalmente el personaje de Denise no iba a ser ni afroamericana ni lesbiana, pero quería reflejar en Denise la personalidad de Waithe, así que reescribieron el personaje.
- Alessandra Mastronardi como Francesca, una amiga y un interés romántico de Dev. Su primera participación fue en la segunda temporada, Dev la conoce en Italia y luego ella lo visita en Nueva York.

Varios famosos han realizado cameos para la serie, como Bobby Cannavale (recurrente en la segunda temporada), Angela Bassett, Danielle Brooks, Claire Danes, David Krumholtz, Noah Emmerich y John Legend.

## Recepción y reconocimientos
La primera temporada posee en el sitio de Rotten Tomatoes un total de 100% de frescura basado en 56 reseñas de los críticos, coincidiendo "Excepcionalmente ejecutada, con encanto, humor y corazón. Master of None es una toma extravagante de frescura con una premisa familiar". La segunda también tiene 100% pero basado en 41 reseñas de los especialistas concluyendo "La segunda temporada de Master of None se recupera donde quedó la anterior, entregando un ambicioso lote de episodios que se basa en la premisa del programa, a la vez que añade sorprendentes giros".

### Premios
| Año  | Premio               | Categoría                           | Nominado                  | Resultado |
| ---- | -------------------- | ----------------------------------- | ------------------------- | --------- |
| 2016 | Premios Globo de Oro | Mejor actor en serie de Comedia     | Aziz Ansari               | Ganador   |
| 2016 | Premios Emmy         | Mejor serie de Comedia              |                           | Nominado  |
| 2016 | Premios Emmy         | Mejor Actor en serie de Comedia     | Aziz Ansari               | Nominado  |
| 2016 | Premios Emmy         | Mejor Dirección en Serie de Comedia | Aziz Ansari               | Nominado  |
| 2016 | Premios Emmy         | Mejor Escritura en Serie de Comedia | Aziz Ansari & Alan Yang   | Ganador   |
| 2017 | Premios Emmy         | Mejor serie de Comedia              |                           | Nominado  |
| 2017 | Premios Emmy         | Mejor Actor en serie de Comedia     | Aziz Ansari               | Nominado  |
| 2017 | Premios Emmy         | Mejor Escritura en Serie de Comedia | Aziz Ansari & Lena Waithe | Ganador   |